# Absolutismo na Inglaterra
O Absolutismo na Inglaterra esteve presente nas dinastias Tudor, Stuart.
A monarquia inglesa, desde o século XIII, apresentava uma característica peculiar: a existência de um Parlamento. Isto representava uma certa limitação do poder real de João. Esse quadro começa a mudar com a Guerra dos Cem Anos: a monarquia inglesa passa a contar com o apoio da nobreza e se fortalece o longo de todo o período da guerra. Entretanto, com o final da guerra e a derrota inglesa, o processo se inverte: há uma desvalorização da monarquia e o enfraquecimento do Exército, tendo como plano de fundo uma crise econômica. Esses elementos influenciaram na disputa dos setores descontentes da nobreza pelo poder real. Essa reação deu origem à Guerra das Duas Rosas (1455-1485), que durante trinta anos dilacerou o território inglês.

## A dinastia Tudor
O começo dessa guerra deu-se com um acordo entre Henrique Tudor (Henrique VII) e a família York. Henrique VIII (1509-1547), eliminou o único poder que ainda oferecia perigo a nobreza: O poder da Igreja Católica na Inglaterra. E assim o fez através da Reforma Anglicana.
Ao mesmo tempo em que tratava-se de uma coisa para si o poder supremo, até então exercido pela Igreja, Henrique VIII confiscou todas as suas terras, usando-as para distribuir à nobreza em troca de apoio político. Além disso, durante seu governo, iniciou-se um intenso desenvolvimento comercial, com investimentos na marinha mercante, possibilitando intensos lucros para os comerciantes e para o Estado. A política de Henrique VIII conseguiu trazer o apoio total do Parlamento, que passou de órgão limitador do poder real para instrumento de limitação deste poder.
O sucessor e filho de Henrique VIII, Eduardo VI (1547-1553) deu prosseguimento à política religiosa rigorosa de seu pai, mas sua irmã Maria I (1553-1558) casada com Felipe II, rei da Espanha, restabeleceu o catolicismo e perseguiu ferozmente os protestantes. Elizabeth I (1558-1603), filha mais nova de Henrique VIII restabeleceu o anglicanismo.
Os três principais reis absolutistas da Inglaterra pertenceram a dinastia Tudor e foram Henrique VII, Henrique VIII e Eduardo VI. Estes reis desenvolveram a Inglaterra e a transformaram em uma das maiores potências marinha e militar, daquela época.

## Conspiração católica
Maria Stuart, Rainha da Escócia, com apoio dos católicos e de seu cunhado Filipe II de Espanha, conspira contra Elizabeth I (sua prima anglicana) para tomar o trono da Inglaterra. A conspiração é revelada, e os envolvidos são executados, com exceção de Maria, considerando o risco de que sua morte pudesse provocar uma insurreição católica no país, além do risco de o herdeiro escocês, Jaime, filho de Maria, iniciar uma guerra contra a Inglaterra. Elizabeth ofereceu então a Jaime a possibilidade de ser o herdeiro do trono inglês, sob a condição de que este aceitasse a execução de sua mãe.[carece de fontes?]

## Dinastia Stuart
Com a morte de Elizabeth I, o trono passa para o filho de Maria, que se torna Jaime VI da Escócia e I de Inglaterra, rei da Escócia, primo distante de Elizabeth. Jaime assumiu com o nome de Jaime I iniciando um período conturbado. A burguesia fortalecida com o grande desenvolvimento econômico, atingido durante a dinastia Tudor, passa a reivindicar direitos políticos e igualdade com a nobreza. Ao mesmo tempo, o processo de Cercamentos gerara uma massa de ex-camponeses miseráveis que sofreram como animais, concentrados nas grandes cidades, representando um forte elemento de tensão social e de oposição ao rei. Carlos I (1625-1648), filho de Jaime I, buscando reforçar o absolutismo, fixou novos impostos sem aprovação parlamentar. Em 1628, as despesas causadas pela guerra com a França obrigaram o rei a convocar o Parlamento hostil que lhe impôs a Petição dos Direitos. O controle da política financeira e da convocação do exército passaram a ser de competência do Parlamento, que seria convocado regularmente.
O Absolutismo na Inglaterra teve início após a guerra das Duas Rosas. Essa guerra foi uma luta entre duas famílias nobres – os Lancaster e os York -, apoiadas por grupos rivais da nobreza. A guerra terminou com a ascensão de Henrique Tudor, apoiado pela burguesia.
O novo monarca subiu ao trono com o nome de Henrique VII e fundou a dinastia Tudor. Seu reinado foi de 1485 a 1509.
Henrique VIII, segundo rei da dinastia, governou até 1547 e conseguiu impor sua autoridade aos nobres, com o auxílio da burguesia. Fundador do anglicanismo, seu rompimento com a Igreja católica permitiu-lhe assumir o controle das propriedades eclesiásticas na Inglaterra.
A rainha Elizabeth I, que reinou de 1558 a 1603, conseguiu aumentar ainda mais o poder real. Completou a obra de Henrique VIII, seu pai, consolidando a Igreja anglicana e perseguindo os adeptos de outras religiões. Foi durante seu reinado que teve início a colonização inglesa na América do Norte.
Elizabeth morreu sem deixar herdeiros e, por isso, subiu ao trono seu primo Jaime I, que deu início à dinastia Stuart. Durante seu reinado, que foi de 1603 a 1625, continuou a perseguição aos adeptos de outras religiões, muitos dos quais acabaram emigrando para a América do Norte.
Carlos I, filho e sucessor de Jaime I, subiu ao trono em 1625. Seu reinado, do mesmo modo que o de seu pai, caracterizou-se pelo absolutismo e pelas perseguições religiosas.
Em 1642, os parlamentares e os burgueses iniciaram uma guerra contra o rei. Liderados por Oliver Cromwell, derrotaram Carlos I. Cromwell assumiu o poder com o título de “Lorde Protetor” e governou de 1649 a 1658.
Em 1651, Cromwell lançou o Ato de Navegação, que ilimitava a entrada e saída de mercadorias da Inglaterra aos navios ingleses e aos navios dos países produtores ou consumidores; com isso, prejudicava o comércio intermediário praticado pelos holandeses. A partir de então, a Inglaterra passou a ser a grande potência marítima mundial, posição que manteve até o fim da Primeira Guerra Mundial, já no século XX.
Dois anos após a morte de Cromwell, ocorrida em 1658, o governo voltou às mãos dos Stuart. Com isso, a Inglaterra teve mais dois soberanos de tendências absolutistas: Carlos II, que reinou de 1660 a 1685 e Jaime II, de 1685 a 1688.
Além de suas tendências absolutistas, Jaime II era católico declarado. E seria substituído no trono pelo filho que tivera com sua segunda esposa, também católica. Com a primeira esposa, que era protestante, Jaime II só tivera duas filhas.
O Parlamento, temendo a volta ao catolicismo e ao absolutismo, uniu-se e resolveu “convidar” o príncipe holandês Guilherme d’Orange, casado com Maria Stuart, filha mais velha de Jaime II, a invadir a Inglaterra e depor o rei, “a fim de restabelecer a liberdade e proteger a religião protestante “.
Em novembro de 1688, Guilherme desembarcou na Inglaterra com um exército de 14.000 homens, marchou sobre Londres e ocupou-a sem disparar um só tiro. Jaime II fugiu para a França, e Guilherme foi coroado rei com nome de Guilherme III. Essa revolução, ocorrida sem derramamento de sangue, denominou-se Revolução Gloriosa.
O novo rei, ao ser coroado, teve de jurar a Declaração de Direitos, que assegurava ao Parlamento o direito de aprovar ou rejeitar impostos, garantia a liberdade individual e a propriedade privada. A Declaração de Direitos estabelecia também o princípio da divisão de poderes.
Com a revolução gloriosa, a burguesia, tendo o poder nas mãos, passou a promover o desenvolvimento econômico da Inglaterra.